# Сео
Сео (фр. Céaux) насеље је и општина у северној Француској у региону Доња Нормандија, у департману Манш која припада префектури Авранш.
По подацима из 2011. године у општини је живело 441 становника, а густина насељености је износила 52,56 становника/km². Општина се простире на површини од 8,39 km². Налази се на средњој надморској висини од 20 метара (максималној 71 m, а минималној 5 m).

## Демографија
| 1962. | 1968. | 1975. | 1982. | 1990. | 1999. | 2011. |
| ----- | ----- | ----- | ----- | ----- | ----- | ----- |
| 446   | 450   | 460   | 441   | 397   | 379   | 441   |

График промене броја становника у току последњих година